# Jenny Lindroth
Jenny Maria Lindroth, född 25 december 1979 i Adolf Fredriks församling i Stockholm, var under 1990-talet verksam som svensk skådespelare. 
Jenny Lindroth medverkade i en rad svenska långfilmer och i "Stella" på Stockholms Stadsteater. Hon spelade bland annat Eva i Nattbuss 807 och Em i Drömprinsen – Filmen om Em och hon hade en roll i filmen Välkommen till festen 1997. 
Hon arbetar sedan 2006 som verksamhetschef för gatutidningen Situation Sthlm:s sociala verksamhet där hon också är styrelseledamot.

## Filmografi
- 1993 – Den korsikanske biskopen (TV-serie)
- 1994 – 13-årsdagen
- 1996 – Drömprinsen – Filmen om Em
- 1997 – Nattbuss 807
- 1997 – Välkommen till festen
- 1998 – OP7 (TV-serie)
- 2003 – Järnvägshotellet (TV-serie)